# Tsianina Redfeather Blackstone
Tsianina Redfeather Blackstone (13 décembre 1882 - 10 janvier 1985) est une chanteuse, interprète et militante amérindienne Creek, née à Eufaula, Oklahoma, au sein de la nation Muscogee. Elle est née de parents Cherokee et Creek et se démarque musicalement de ses 9 frères et sœurs. À partir de 1908, elle fait régulièrement des tournées avec Charles Wakefield Cadman, un compositeur et pianiste qui donne des conférences sur la musique amérindienne, accompagnées de ses compositions et de son chant. Il compose des œuvres d'inspiration classique associées au mouvement indianiste. Ils font des tournées aux États-Unis et en Europe.
Elle collabore avec lui et Nelle Richmond Eberhart (en) sur le livret de l'opéra Shanewis (ou « La femme rouge-gorge », 1918), qui est basé sur ses histoires semi-autobiographiques et les problèmes contemporains des Amérindiens. La première a  lieu au Metropolitan Opera. Redfeather chante le rôle-titre lorsque l'opéra est en tournée, faisant ses débuts lorsque l'œuvre est jouée à Denver en 1924, et se produisant également à Los Angeles en 1926.
Après sa carrière d'interprète, elle travaille comme militante pour l'éducation des Indiens, cofondant l'American Indian Education Foundation. Elle soutient également l'archéologie et l'ethnologie amérindiennes, siégeant au conseil d'administration de l'École de recherche américaine fondée à Santa Fe par Alice Cunningham Fletcher.

## Jeunesse
Tsianina Redfeather est née Florence Tsianina Evans à Eufaula, dans la nation Muscogee, dans le territoire indien (aujourd'hui l'Oklahoma), de parents Muscogee. Ses ancêtres ont été chassés de leur terre natale dans le sud-est des États-Unis et contraints de marcher sur la Piste des larmes. Les neuf frères et sœurs de Tsianina ont tous un talent musical. Elle commence sa formation à l'âge de 14 ans à Denver, dans le Colorado, en partie parrainée par Alice Robertson,. Elle obtient des bourses à Denver et à New York. Lors de sa formation à Denver, Tsianina devient une mezzo-soprano et rencontre Charles Cadman, un pianiste américain, qui deviendra plus tard son partenaire de tournée et de représentation à travers le monde.

## Carrière
À 26 ans, Redfeather rejoint le pianiste américain Charles Wakefield Cadman en tournée, donnant des récitals dans toute l'Amérique du Nord. Cadman, qui est blanc, a étudié la musique amérindienne à partir de sources ethnologiques et donne des conférences à ce sujet à partir de 1908. Il créé également des œuvres inspirées de la musique indienne. À l'été 1909, il se rend au Nebraska, où il étudie la musique Omaha et Winnebago dans les réserves. Il apprend également à jouer de certains instruments traditionnels.
À partir de 1908, Cadman organise des tournées de conférences sur la musique amérindienne et donne des récitals sur le sujet, y compris ses propres chansons, accompagné de Redfeather comme chanteuse. Ils commencent à faire des tournées et à se produire dans les capitales européennes et au Metropolitan Opera House avec la plupart des grands orchestres symphoniques des États-Unis. En tant que « Princesse Tsianina Plume-Rouge », elle interprète les compositions de Cadman en costume traditionnel, avec ses cheveux en longues tresses. Elle décore ses propres vêtements et son bandeau signature avec des perles,. La composition de Cadman From The Land of Sky-Blue Water (en) est écrite spécialement pour elle et devient sa chanson signature,.

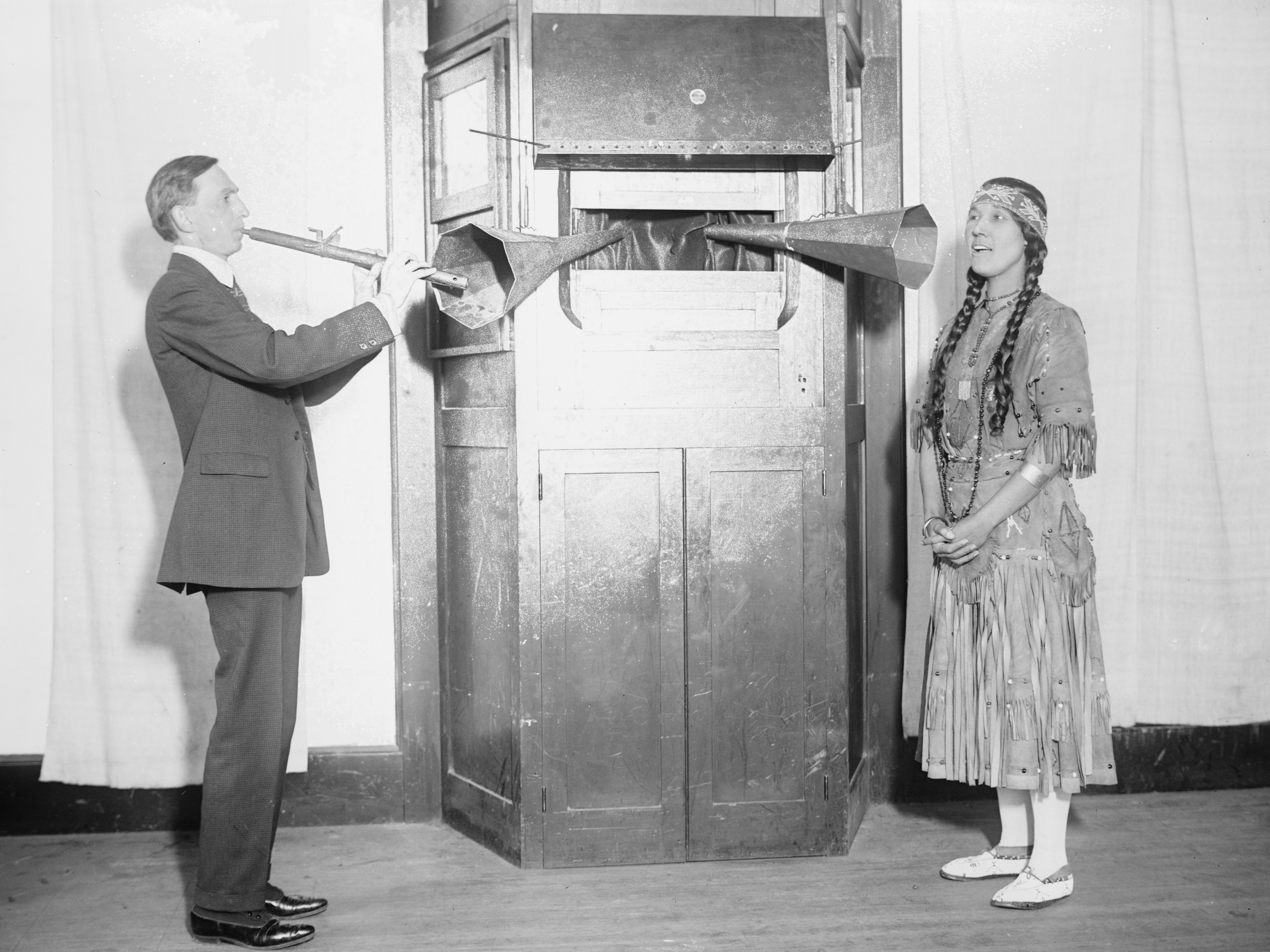
Tsianina Redfeather Blackstone chante et Charles Wakefield Cadman joue de la flûte pour un enregistrement entre 1920 et 1925.

Elle collabore avec Cadman et sa librettiste Nelle Richmond Eberhart (en) pour créer l'opéra Shanewis (en) (ou The Robin Woman). Son intrigue contemporaine est vaguement basée sur les histoires semi-autobiographiques de Redfeather sur la vie des Amérindiens et se déroule en Californie et en Oklahoma. L'œuvre est créée au Metropolitan Opera en 1918 et est également jouée la saison suivante. Très populaire, il fait une tournée aux États-Unis. Tsianina chante le rôle principal lors de certaines représentations en tournée, faisant ses débuts à l'opéra dans ce rôle à Denver en 1924. Elle le reprend en 1926 au Hollywood Bowl de Los Angeles.
Pendant la Première Guerre mondiale en 1918, Redfeather est à la tête d'une troupe d'artistes amérindiens parrainée par le YMCA qui effectue des tournées en France et en Allemagne, se produisant devant les troupes américaines. Le titre de l'émission est « L'Indien d'hier et d'aujourd'hui ». Elle décrit les autres comme « vingt garçons indiens »,. Elle et Cadman font leurs débuts avec Shanewis au Metropolitan Opera ; la distribution reçoit 22 rappels. Cadman base l'opéra sur des histoires amérindiennes racontées par Tsianina. Cet opéra devient le premier opéra contemporain à être joué pour une deuxième saison au Met. Le général John J. Pershing l'honore en la considérant comme l'une des premières femmes à se porter volontaire pour divertir les troupes. Elle est la première femme à traverser le Rhin pour rejoindre les troupes américaines en Allemagne.
En 1935, Redfeather se retire du chant mais continue de travailler sur les questions indiennes. Elle est l'une des fondatrices de l'American Indian Education Foundation (AIEF). Elle siège également pendant 30 ans au conseil d'administration de la School of American Research à Santa Fe. Destiné à promouvoir la recherche archéologique et ethnique aux États-Unis liée aux Amérindiens, l'institut a été fondé par l'ethnologue Alice Cunningham Fletcher.
L'archéologue amateur Edgar Lee Hewett, qui a acquis un certain prestige et fait don d'une somme importante à l'école, est nommé directeur. Redfeather raconte qu'après avoir rencontré Hewett, il lui a dit qu'il admirait la forme de sa tête et qu'il espérait l'avoir pour son musée après sa mort. « Il m'a fait peur », se souvient-elle, « et j'avais une peur secrète de voir mon crâne exposé aux yeux de tous. ».

## Vie personnelle
En 1920, Redfeather épouse David F. Balz de Denver. 
Redfeather devient une fervente scientifique chrétienne plus tard dans sa vie. Elle s'installe finalement en Californie, où elle vit avec sa nièce Wynemah Blaylock (parfois orthographiée Blalock) à Burbank. Ils déménagent ensuite à San Diego. En 1981, Redfeather est baptisée dans la foi catholique à l'église St. John's de San Diego par Monseigneur Andrew Hanley. Dans sa nécrologie, il la décrit comme une « personne adorable » et qu'elle est « tout simplement une personne exceptionnelle ». Après la mort de Redfeather en 1985, à l'âge de 102 ans, une messe funéraire pour elle est célébrée à St. John's. Sa nièce déclare qu'elle descendait de la « royauté indienne ».